# Budimir Vujačić
Budimir Vujačić (Petrovac, Sèrbia, 4 de gener de 1966) és un futbolista serbi que disputà dotze partits amb la selecció de Iugoslàvia, selecció de Sèrbia.
| Selecció de Iugoslàvia | Selecció de Iugoslàvia | Selecció de Iugoslàvia |
| Anys                   | Partits                | Gols                   |
| ---------------------- | ---------------------- | ---------------------- |
| 1989                   | 4                      | 0                      |
| 1990                   | 0                      | 0                      |
| 1991                   | 3                      | 0                      |
| 1992                   | 1                      | 0                      |
| Total                  | 8                      | 0                      |

| Selecció de Sèrbia | Selecció de Sèrbia | Selecció de Sèrbia |
| Anys               | Partits            | Gols               |
| ------------------ | ------------------ | ------------------ |
| 1995               | 2                  | 0                  |
| 1996               | 2                  | 0                  |
| Total              | 4                  | 0                  |